# August Davidov
August Davidov, celým jménem August Juljevič Davidov (rusky Август Юльевич Давидов) (15. prosince 1823 Liepāja – 22. prosince 1885 Moskva byl ruský matematik.

## Život
Davidov se narodil v židovské rodině v Kuronsku jako syn lékaře, jeho mladším bratrem byl hudebník Karl Davydov, který se později stal ředitelem petrohradské konzervatoře. Od roku 1839 Davidov studoval na technické škole v Moskvě. V roce 1841 začal studovat matematiku na Moskevské univerzitě pod vedením českého rodáka Nikolaje Dmitrijeviče Brašmana; v roce 1845 obdržel zlatou medaili univerzity za matematický esej. V roce 1848 získal doktorát disertační prací o teorii vztlakové rovnováhy. Za tuto práci obdržel i Demidovu cenu. Poté vyučoval matematiku na kadetském sboru a teorii pravděpodobnosti na univerzitě. V roce 1851 se habilitoval (ruský doktorát) prací o kapilaritě, v roce 1853 se stal profesorem aplikované matematiky a v roce 1859 získal řádnou profesuru na Moskevské univerzitě. V roce 1862 se stal profesorem čisté matematiky, byl děkanem fakulty fyziky a matematiky od roku 1863 do roku 1873 a odešel do důchodu v roce 1885.
Psal populární učebnice, které se vyznačovaly praktickým významem a mnoha ilustracemi, a od roku 1862 byl členem rady moskevského školního obvodu. Jeho učebnice geometrie se dočkala 13 vydání (od roku 1863 do roku 1889) a jeho učebnice algebry deset vydání (do roku 1883). Zabýval se především analýzou (určité integrály, parciální diferenciální rovnice), mechanikou (včetně teorie parních strojů) a aplikací teorie pravděpodobnosti ve statistice a medicíně (o které psal knihy).
Mezi jeho studenty patří Nikolaj Bugajev a Nikolaj Jegorovič Žukovskij.
V letech 1866 až 1885 byl prezidentem Moskevské matematické společnosti, kterou založil v roce 1864 s Brašmanem. Po jeho smrti darovala jeho vdova pod jeho jménem cenu za matematiku.
Jeho syn Alexej Augustovič Davidov (1867–1940) byl hudebník (violoncellista), průmyslník a bankéř, který po ruské revoluci žil v Německu a zemřel v Berlíně.